# 駿河德山站
駿河德山站（日语：／ Suruga-Tokuyama eki */?）是位於靜岡縣榛原郡川根本町德山，大井川鐵道的大井川本線車站。在2011年（平成23年）9月30日前，SL急行停車站。

## 歷史
- 1931年（昭和6年）4月12日 - 大井川鐵道下泉至青部之間開通，此站啟用。

## 車站構造
此站是地面車站，設有1面2線的島式月台。月台北邊設有車站大樓和平交道（附有遮斷機）。
車站大樓是一座木造古老瓦頂建築物。為大井川本線標準款式的車站大樓。此站配置了大井川鐵道職員的直營車站。車站大樓內設有候車處，售票處和檢票口。

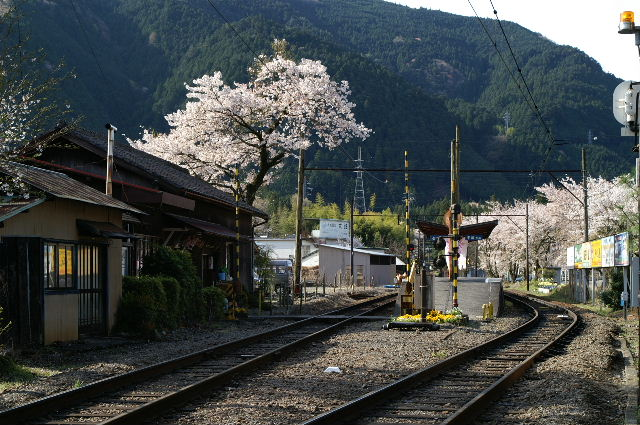
車站全景
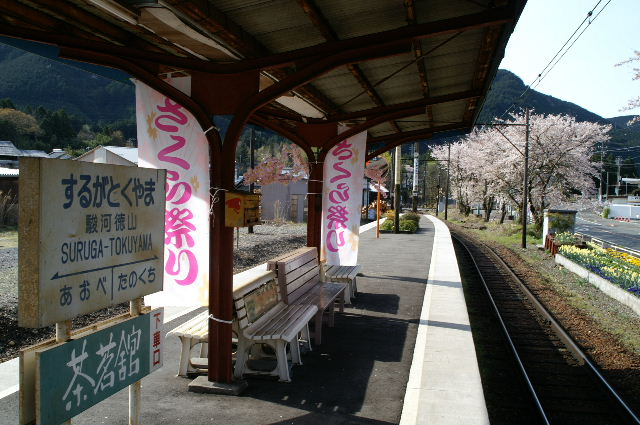
月台
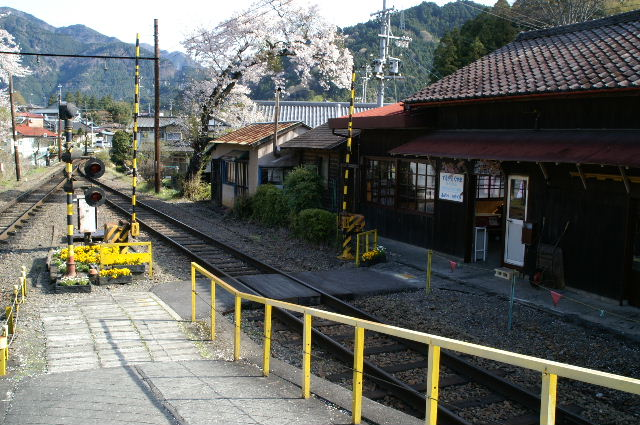
月台望向檢票口
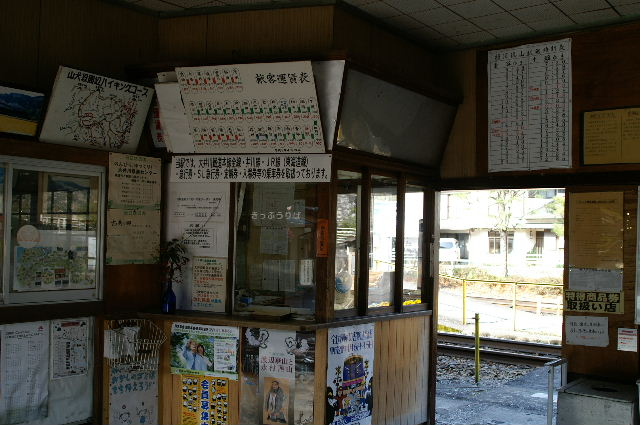
售票處與檢票口

## 使用狀況
- 在2007年度，1日平均乘車人次為149人[1]。

## 車站周邊
車站位於山區中，車站附近位置的平地由山地填平而成，而該處開發了德山村落。當中駿河德山站是位於該村落的中心。車站周邊盛產川根茶。
國道362號從川根溫泉笹間渡站附近至青部站都是在大井川本線對面河（大井川）的地方並行。在德山附近，國道跨越大井川（橋樑名稱是宗德橋）後連接車站後唐，隨後再次跨越大井川（橋樑名稱是萬世橋）。國道向金谷前進700米當設有道之驛佛瑞中川根茶茗館。
另外，在車站向東前進300米內設有靜岡縣立川根高等學校，此站有許多高校生使用。
以下為車站附近主要設施：
- 靜岡縣立川根高等學校
- 德山郵局
- 川根本町立中川根第一小學
- 德山城址
- 德山神社
- 藤川簡易郵局
- 靜岡縣道77號川根寸又峽線（日语：静岡県道77号川根寸又峡線）
- 國道362號（日语：国道362号）
- 川根本町立中川根第一小學
- 靜岡縣立川根高等學校（日语：静岡県立川根高等学校）

## 巴士路線
川根本町營巴士
- 淺瀨號

## 其他
- 花*花（日语：花*花）的「再見了最喜歡的人」音樂錄影帶於此站取景。

## 相鄰車站
大井川鐵道
大井川本線
田野口－駿河德山－青部

## 注腳
1. ↑  靜岡縣統計年鑑

## 外部連結
- 大井川鐵道 （页面存档备份，存于）（日語）
- 國土地理院地圖參閲服務 （页面存档备份，存于） - 駿河德山站周邊的1/25000地形圖 （页面存档备份，存于）（日語）